# Alfred el Gran
Alfred el Gran (en anglès Alfred the Great, en anglès antic: Ælfrēd) (849-26 d'octubre de 899) va ser rei del regne anglosaxó de Wessex des del 871 fins a la seva mort. Alfred era un home culte que va organitzar l'estructura judicial i militar del país, i va defensar-lo amb èxit contra els invasors vikings danesos, especialment de Guthrum el Vell. Va ser el primer monarca de la dinastia saxona que es va fer anomenar «rei dels anglesos», reclamant sobirania sobre tota Anglaterra.
És l'únic monarca anglès que porta l'epítet «el Gran».
La seva vida fou recollida en l'obra del clergue del segle x Asser.

## Infantesa
Nasqué el 849 a Wantage, Oxfordshire, i fou el quart fill d'Ethelwulf de Wessex i de la seva muller Osburga. Segons la Crònica anglosaxona, quan tenia quatre anys, el 853, fou enviat a Roma. Allí va rebre la confirmació del papa Lleó IV.
Al retornar a Wessex el 856, es va trobar el regne en estat de guerra civil, ja que el seu germà Ethelbald de Wessex intentava deposar Ethelwulf. Finalment, però, pare i fill van arribar a un acord: Ethelbald regnaria a les terres de l'oest, mentre que Ethelwulf ho faria a les de l'est.
Quan Ethelwulf va morir el 858, Wessex va ser governat pels seus fills. L'anomenat Ethelbald, Ethelbert i Ethelred.
Alfred, per la seva part, sembla que ja de jove patia greus problemes de salut. Físicament no era gaire fort, però no li mancava coratge i intel·lecte.

## Sota el regnat d'Ethelred

Mapa de les rutes del gran exèrcit pagà i les invasions vikingues del 865

No hi ha gaire informació sobre Alfred durant el regnat dels dos primers germans, Ethelbald i Ethelbert, regnats que foren relativament curts. Però amb l'ascensió del tercer germà Ethelred, l'any 866, Alfred començà a tenir un paper a la vida pública, sent anomenat príncep o "secundarius" i, per tant, successor del rei en el cas que aquest morís inesperadament.
El 868, Alfred i Ethelred intentaren sense èxit aturar el gran exèrcit pagà, una host de vikings que arribaren a terres angleses amb el propòsit de conquerir l'illa. Els danesos estaven liderats, entre d'altres, per Ivar el Desossat, que va conquerir els regnes anglosaxons de Mèrcia i Northumberland. El 870 els danesos es concentraren en la conquesta de Wessex, enfrontant-se amb els anglosaxons no menys de 9 vegades.
Els saxons guanyaren la batalla d'Englefield el 31 de desembre de 870, però poc després foren seriosament derrotats a la batalla de Reading (871) davant del germà d'Ivar, Halfdan Ragnarsson, el 5 de gener del 871; quatre dies més tard Alfred guanyava la batalla d'Ashdown, però encara el 22 del mateix mes perdia la batalla de Basing. Encara pitjor, el 22 de març del 871 els saxons eren derrotats en la batalla de Merton, on Ethelred fou mortalment ferit.
Alfred esdevingué rei.

## Regnat en temps de guerra

### Derrota i fugida

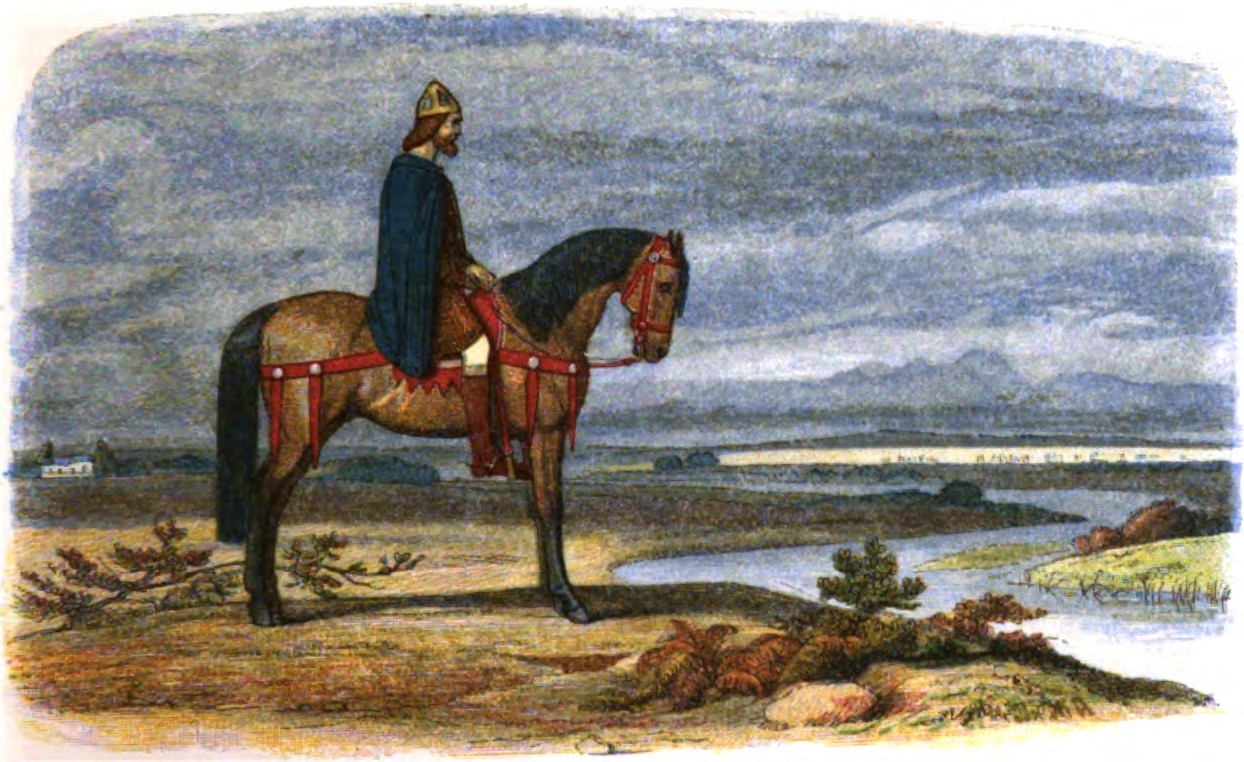
Alfred planejant la captura de la flota danesa.

Malgrat el fet que Ethelred tenia dos fills, Æthelhelm i Æthelwold de Wessex, Alfred fou proclamat rei a la mort del seu germà. La necessitat d'un monarca prou fort per fer front als vikings i el fet que els fills d'Ethelred eren només dos infants, van propiciar que la seva proclamació no fos disputada.
Amb Alfred ocupat en l'enterrament del seu germà, els vikings derrotaren els anglosaxons dos cops més, forçant Alfred a buscar la pau a canvi del pagament d'un botí o rescat. Seguint l'acord, els vikings abandonaren Reading i es dedicaren a assaltar altres parts d'Anglaterra.
El 876, però, el capitost viking Guthrum el Vell ocupava Wareham, a Dorset. Alfred va intentar recuperar la ciutat, sense èxit. Va intentar, de nou, arribar a un acord amb els danesos i es van intercanviar ostatges, però els vikings els assassinaren, trencaren l'acord i atacaren Exeter. Sortosament per Alfred, part de la flota danesa es va enfonsar durant una tempesta, obligant els vikings a retirar-se temporalment a Mèrcia, només per contraatacar brutalment contra Chippenham. Aquesta era una fortalesa reial on Alfred estava passant les festivitats de Nadal. La majoria dels habitants foren assassinats, però Alfred es va poder escapar i es refugià als pantans de Somerset. Allí va construir un fort entre les illes i va organitzar una guerra de guerrilles contra els danesos.
Tots els altres regnes anglesos havien caigut en mans dels vikings i Wessex semblava a punt de ser derrotat.

### Contraatac i victòria

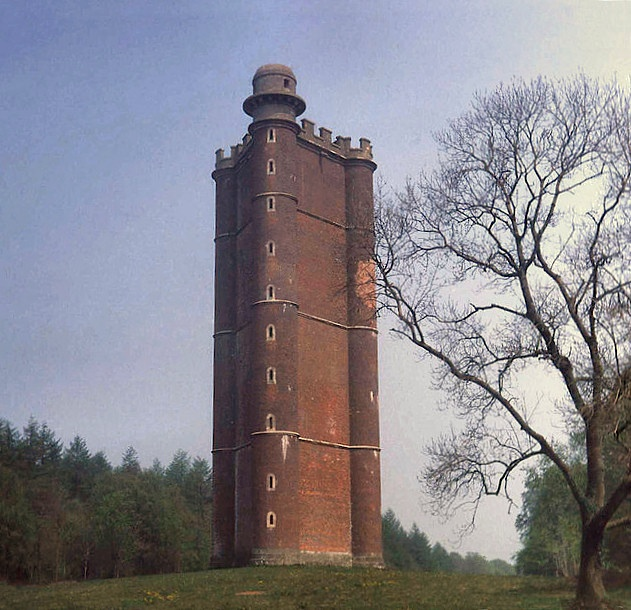
Torre del rei Alfred, erigida al punt de reunió dels saxons abans de la batalla d'Ethandun

El 878 Alfred va cridar el fyrd o milícia dels tres comtats: Somerset, Wiltshire i Hampshire, liderats pels nobles o ealdorman que encara li eren lleials.
Al davant d'aquestes forces, Alfred va guanyar la decisiva batalla d'Ethandun, perseguint els vikings fins Chippenham. Allí va posar setge a la ciutat i només va estar d'acord a signar la pau quan Guthrum va acceptar convertir-se al cristianisme. El nou acord es va signar en el Tractat de Wedmore, que establia la frontera entre vikings i saxons en el riu Tàmesi. Guthrum es va retirar a Ànglia de l'Est on va fundar el seu regne o Danelaw. Alfred va retenir Wessex i Londres, que en aquells dies era part de Mèrcia.

### Anys de pau

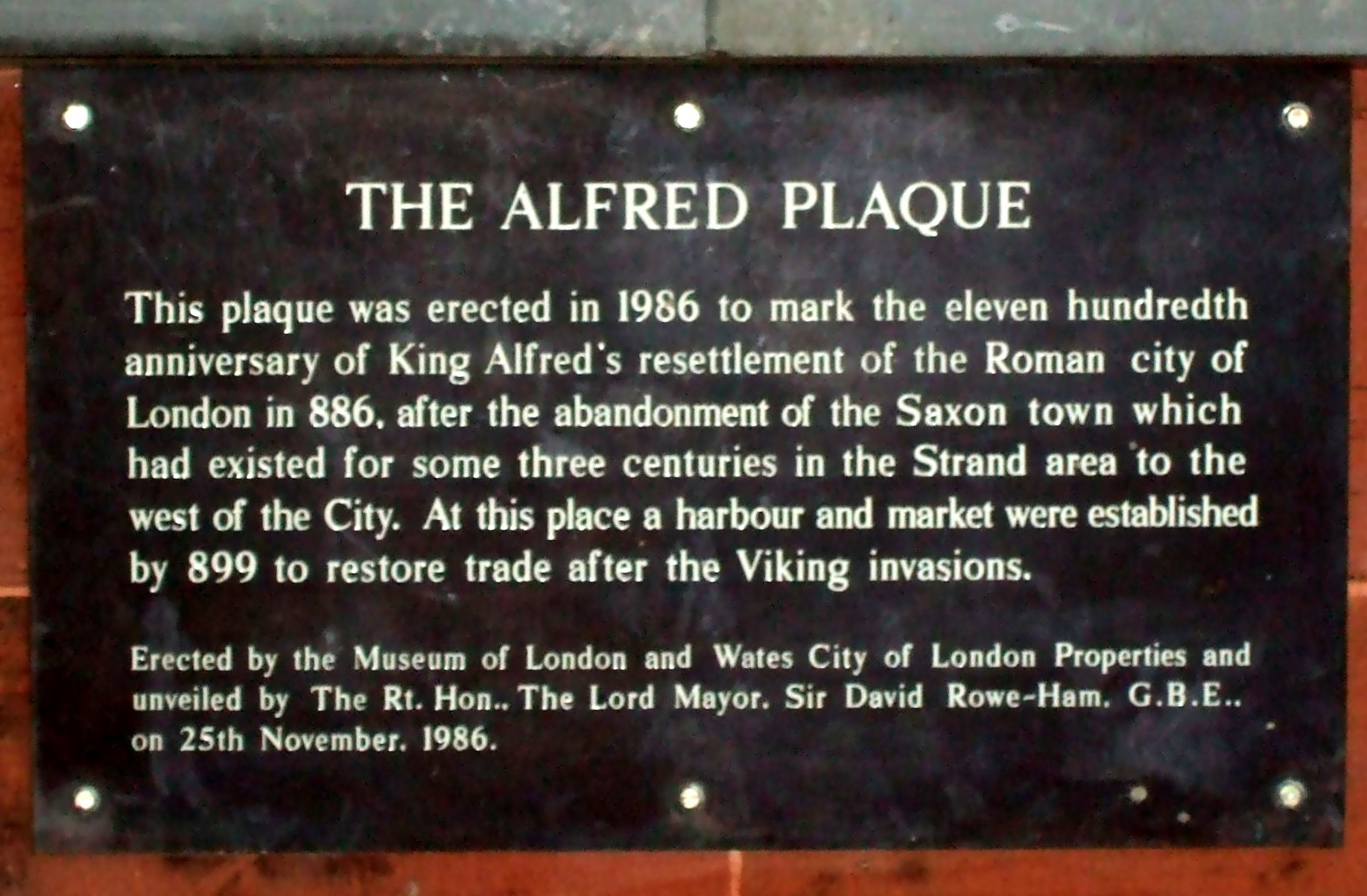
Placa a La City de Londres anotant la reparació de la muralla romana per part d'Alfred

Amb Guthrum neutralitzat com a amenaça. Alfred es va poder concentrar en lluitar contra la resta de vikings que encara assaltaven les seves terres, si bé de manera més aïllada. La host vikinga més nombrosa des dels temps que Guthrum va atacar Kent el 885, intentant saquejar Rochester, però Alfred els va fer fugir sense gaires complicacions.
Un any més tard, Alfred va enviar la seva flota contra Ànglia de l'Est. No hi ha acord entre el propòsit d'aquest atac, però segons Asser l'objectiu no era altre que saquejar les costes del regne veí i apoderar-se del botí. Fos com fos, la flota saxona es va topar amb la danesa en el riu Stour i fou derrotada.
El 886 Alfred va reocupar Londres i establí com a governant el seu gendre Ethelred, ealdorman de Mèrcia. Es van reparar les muralles, es van afegir fortificacions i es van traçar nous carrers. Va ser durant aquest període que molts saxons van acceptar Alfred com el seu sobirà, gràcies al seu poder militar, les seves connexions polítiques i el seu talent administratiu.
La pau va durar fins a la mort de Guthrum el Vell el 889. La seva mort va ocasionar un buit de poder al regne d'Ànglia de l'Est que molts senyors de la guerra van voler ocupar.

### Noves invasions vikingues
Els vikings van tornar a atacar la tardor del 892 o 893. 300 naus van posar rumb a Gran Bretanya, transportant dones i nens amb el propòsit d'establir-s'hi. Els vikings estaven dividits en dos grans grups. Mentre Alfred negociava amb el capitost d'un d'ells, un tal Hastein, el seu fill s'enfrontava amb el segon grup, derrotant els vikings a Farnham, Surrey. Els supervivents s'uniren a les forces de Hastein.
Al mateix temps, vikings de Northumberland i Ànglia de l'Est posaren setge a Exeter. Aprofitant que Alfred va acudir ràpidament en socors de la ciutat, Haisten va intentar posar rumb Tàmesi amunt, però fou aturat pels nobles o ealdormen de Mèrcia, Wiltshire i Somerset. Vençuts, els vikings anaren d'un lloc a un altre sempre perseguits per Alfred, fins que finalment, sense possibilitats de botí, els vikings abandonaren les terres d'Alfred i retornaren als seus llocs d'origen.

## Reorganització militar
Les ràtzies vikings van convèncer Alfred que el sistema militar anglosaxó estava antiquat per fer front a un enemic ràpid i efectiu. Organitzar les milícies dels comtats era un procés lent i ineficaç contra els atacs vikings, que normalment eren duts a terme per petits grups que es desplaçaven molt ràpidament, atacaven llocs poc protegits i després es refugiaven en places fortes.
Calia doncs reorganitzar i reestructurar l'exèrcit per dotar-lo de més mobilitat. Primerament, Alfred va ordenar la construcció d'una xarxa de fortificacions, 33 en total, situades en llocs estratègics vora dels rius i de les carreteres romanes, per impedir la llibertat de moviments dels vikings. Aquestes fortificacions estaven dotades permanentment per tropes d'Alfred, de manera que es podia abastar qualsevol punt del regne en menys d'un dia. Les fortificacions estaven defensades per fosses i muralles i algunes d'elles consistien en dos punts forts a banda i banda d'un riu, connectats per un pont per bloquejar el pas de les naus enemigues.
Les rutes vikings van quedar amenaçades i aquests van perdre l'element sorpresa de les seves ràtzies. A més, els vikings no disposaven de màquines d'assalt i no s'havien especialitzat en l'atac a fortificacions, quedant-los només l'opció de posar-hi setge. En aquest cas, però, les fortificacions veïnes podien enviar reforços, a més del destacament mòbil que també va crear Alfred: un cos muntat i permanentment en alerta, que podia ser enviat allí on ataqués l'enemic.
Finalment, Alfred va ordenar també l'ampliació de la flota reial per patrullar i defensar les costes. El 896, va fer construir una petita flota d'una dotzena d'embarcacions, molt més llargues que les naus vikingues i dissenyades especialment per lluitar, més que no pas navegar.
Amb aquesta nova estructura militar, Wessex va trobar-se molt millor preparat per fer front a les noves invasions víkngs del 892.

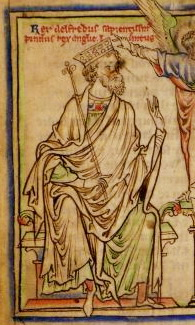
Imatge d'Alfred,

## Reformes legals
A finals dels 880 o a principis dels 890, Alfred va publicar un codi legal amb les seves pròpies lleis i altres que va adaptar del seu predecessor el rei Ine de Wessex. Una gran part del codi consisteix en la introducció del mateix Alfred amb comentaris i traduccions a l'anglès dels Deu manaments, diversos capítols de l'Èxode i dels Fets dels Apòstols(15:23–29). Els comentaris d'Alfred semblen lligar les antigues lleis de Déu amb les necessitats històriques del seu present, donant a les seves pròpies lleis un cert caràcter diví o religiós.

## Religió i cultura
Potser inspirat en Carlemany, Alfred va dedicar grans esforços a reclutar clergues de Mèrcia, Gal·les i del continent europeu per educar els seus fills, els fills dels nobles i altres nois intel·lectualment prometedors; va intentar que els seus oficials aprenguessin a llegir i escriure i va ordenar la traducció a l'anglès de diverses obres en llatí, entre elles les cinc que considerava cabdals: el Regula Pastoralis ("Llibre de normes pastoral") de Gregori el Gran, la Historia ecclesiastica gentis Anglorum ("Història eclesiàstica anglesa") de Beda, la Historiæ adversum Paganos (una mena d'Història Universal) d'Orosi, la Consolatione Philosophiae ("Consolació de la Filosofia") de Boeci i un florilegi format, bàsicament, pels Soliloquis de sant Agustí. És en un comentari de Consolatione Philosophiae atribuït a Alfred el Gran on per primera vegada es formula l'expressió dels tres estaments socials:
| « | Deu haver-hi gebedmen ("homes d'oració"), fyrdmen ("homes de guerra") i weorcmen ("homes de treball"), sense els quals cap rei pot mostrar el seu poder. | » |

Alfred era una persona molt religiosa però no va prendre part en cap reestructuració de l'església. Així mateix, malgrat la seva devoció per l'església, no va dubtar en confiscar part de les seves terres estratègicament situades en la frontera amb els vikings per passar a controlar-les directament i així poder defensar millor el regne dels atacs vikings.

## Vida familiar
El 868 es va casar amb Ealhswith, filla d'Ethelred Mucilel, noble de Mèrcia, i Eadburh, membre de la casa reial de Mèrcia.
Van tenir sis fills, incloent-hi el seu successor Eduard el Vell; Æthelflæd, que seria reina de Mèrcia; i Ælfthryth, qui es casaria amb Balduí II de Flandes.

## Mort i llegat
Alfred va morir el 26 d'octubre del 899. No se sap la causa de la seva mort, encara que tota la vida va patir d'una malaltia, probablement la malaltia de Crohn. El seu cos fou enterrat a Winchester.

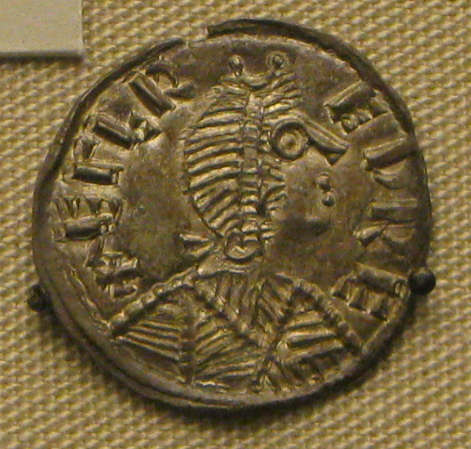
Moneda d'Alfred (Londres, British Museum)
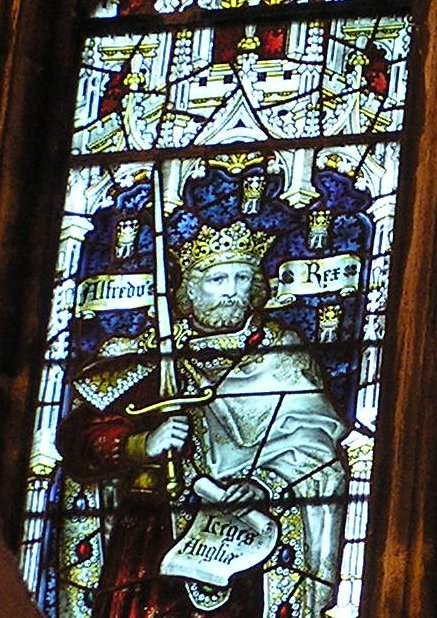
Vitrall a la catedral de Bristol, ca. 1905
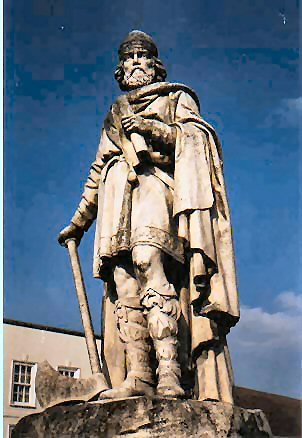
Escultura a Wantage